# Monte Chōkai
Monte Chōkai (鳥海山 Chōkai-san o Chōkai-zan?) es un volcán activo localizado en el borde sur de Akita y de Yamagata en la Región de Tōhoku de Japón, y tiene 2236 metros de alto. Debido a su (casi) forma simétrica y gran tamaño, también es conocido como Dewa Fuji (出羽富士?), Akita Fuji (秋田富士?) o Shōnai Fuji (庄内富士?) dependiendo de la localización del espectador. Además de ser una de los 100 Paisajes Famosos de Japón, se ha incluido como una de las 100 montañas famosas de Japón, y también de las 100 Características Geográficas de Japón. Está rodeada por el Parque Cuasi-Nacional Chōkai. También es un Monumento de Japón, y es considerado una montaña sagrada por los segudores de la rama Shugendō del Sintoísmo y ahí se ubica el Santuario Chōkaisan Ōmonoimi.

## Descripción
El monte Chōkai es un estratovolcán complejo formado por dos volcanes antiguos y uno nuevo, compuesto principalmente de basalto o andesita.
Es compartido por dos municipios de la prefectura de Akita y cuatro municipios de la prefectura de Yamagata; sin embargo, su pico se encuentra en Yuza, en el lado de Yamagata de la frontera. Por lo tanto, es el pico más alto de Yamagata y el segundo más alto de la región de Tōhoku después del monte Hiuchigatake (altitud 2.356 m). La elevación más alta del monte Chōkai en la prefectura de Akita tiene una altitud de 1.775 metros, y por lo tanto la montaña también es la más alta de la prefectura de Akita. Desde la cumbre, es posible ver las montañas Shirakami y el monte Iwaki al norte, la isla de Sado al sur y el océano Pacífico al este.
En el lado sur de la montaña se encuentra “Shinji Sekkei”, donde la nieve permanece en la forma del kanji que significa “corazón” incluso en verano, y partes de la cumbre tienen nieve perenne y evidencia geológica de glaciación en el pasado reciente.
Las especies autóctonas del monte Chōkai incluyen el cardo mariposa y el pez mariposa.

## Erupciones
El monte Chōkai es una montaña muy activa. Se produjeron erupciones importantes conocidas:
- 466 a. C. Provoca un colapso masivo del pico de una montaña (según la dendrocronología)
- 810 d. C. Los registros de erupción continúan hasta el año 824.
- Erupción del año 840 d. C.
- 871 d. C. Erupción y flujo de lava con índice de explosión volcánica: VEI 2
- Erupción del año 939 d. C.
- Erupción del año 1560.
- Erupciones entre 1659 y 1663 .
- Erupción de 1740-1741.
- 1800-1801. Explosión de vapor, flujo de lava, formación de un nuevo domo de lava: ocho personas murieron
- Se registra erupción del año 1821.
- Erupción de 1834.
- Erupción del año 1971.
- 1974. Explosión de vapor, pequeño flujo de lodo; Índice de explosión volcánica: VEI 1

El monte Chōkai ha sido objeto de culto desde la antigüedad. A partir del período Heian, se convirtió gradualmente en un campo de entrenamiento para Shugendō, como un avatar de Yakushi Nyorai. Desde el sur había un camino de peregrinación hasta la cumbre. A mediados del período Edo, la montaña atraía a muchos peregrinos y tenía 33 capillas en su base, con rutas adicionales hacia su cumbre abiertas en el norte. También existe una tradición según la cual la isla de Tobishima en el Mar de Japón era originalmente parte de la cumbre del Monte Chokai.

Tres barcos han sido bautizados en honor al monte Chōkai: Chōkai, un antiguo cañonero a vapor, y el Japanese cruiser Chōkai (hundido en 1944), ambos en la Armada Imperial Japonesa, y el JS Chōkai, un destructor de misiles guiados de la clase Kongō actualmente en servicio en la Fuerza de Autodefensa Marítima de Japón.

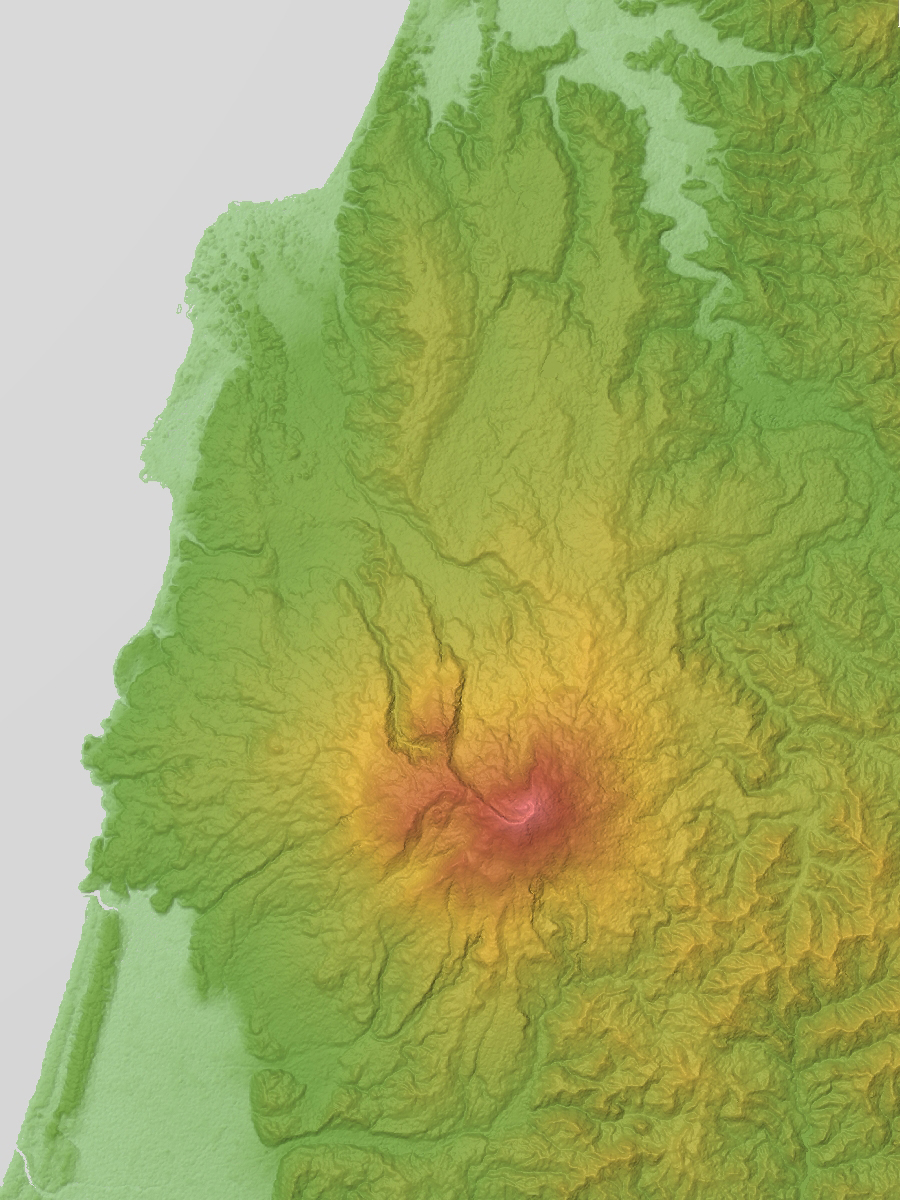
Volcán Chōkai
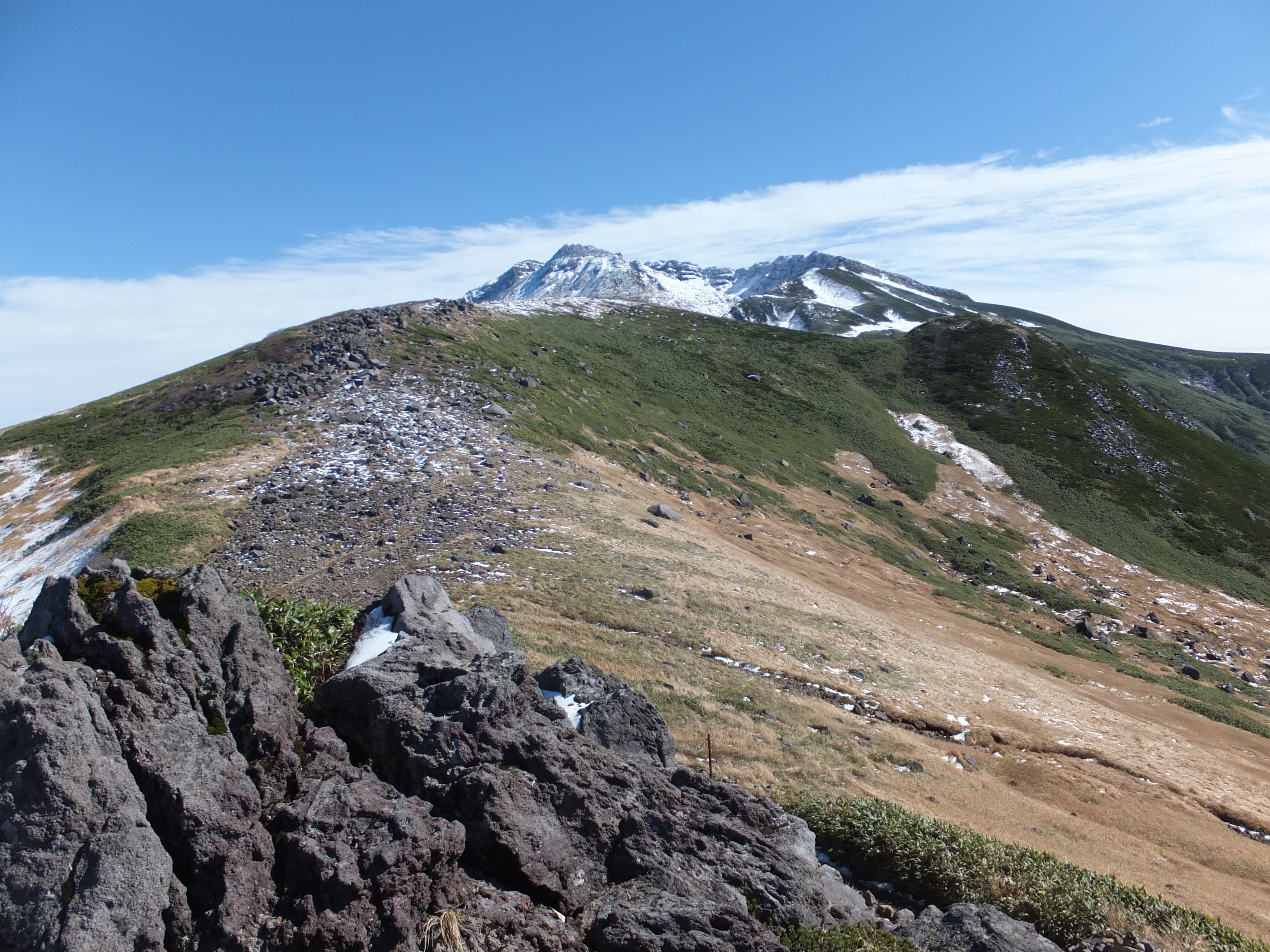
Cresta del monte
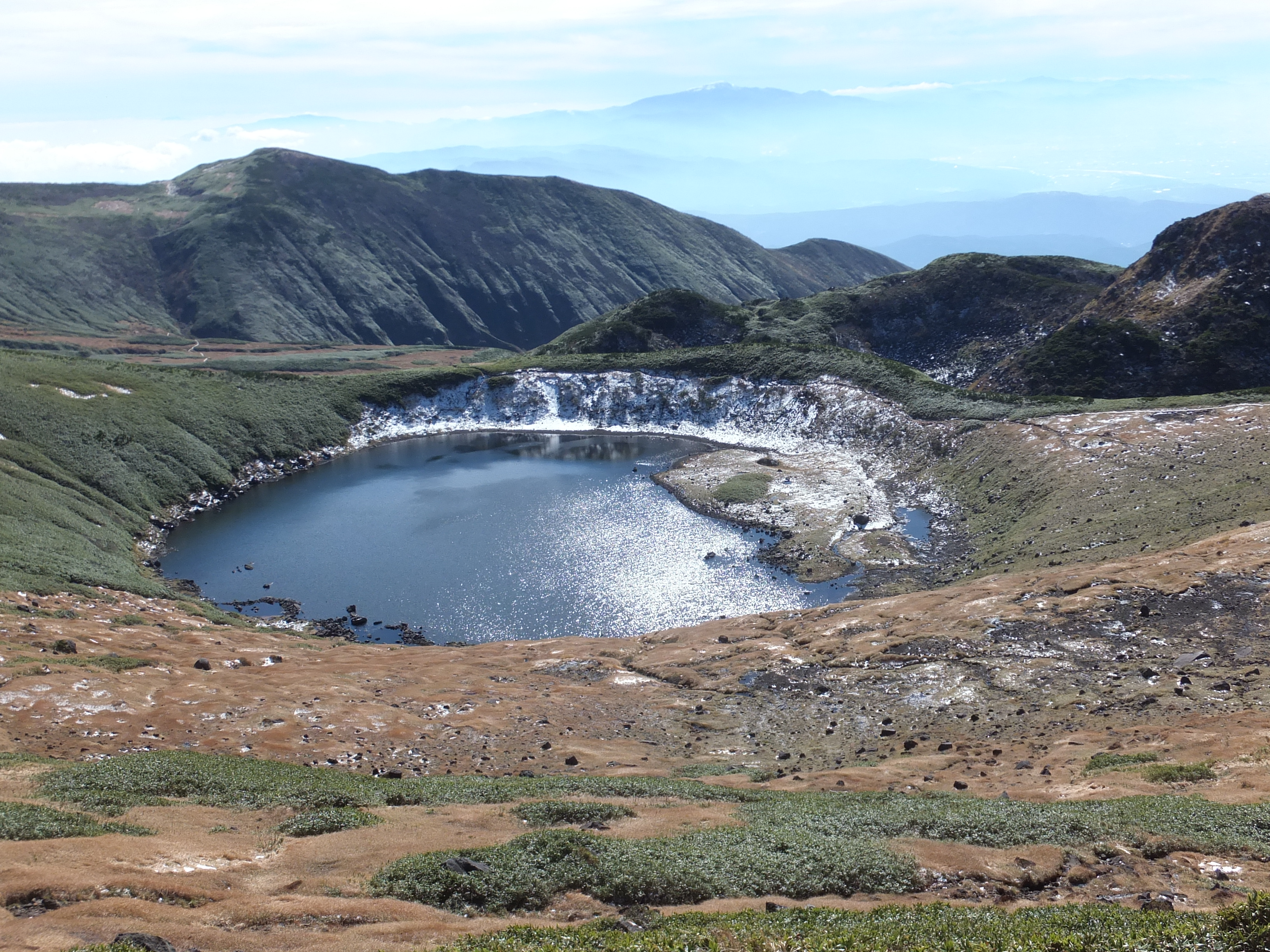
Lago Chōkai
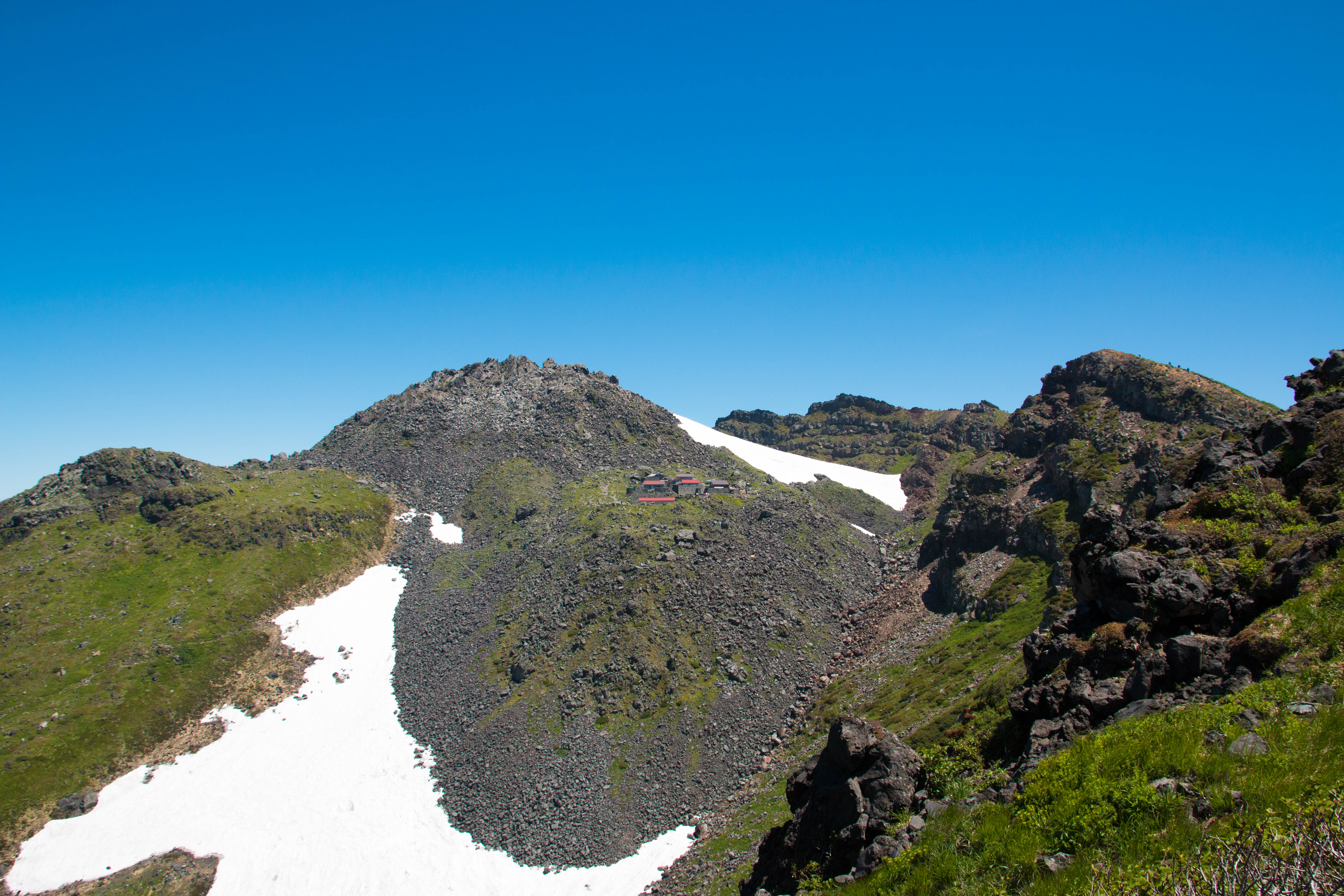
Domo de lava en la cima